# Бібліографія Михайла Петровича Драгоманова

## Твори

### 1860-ті
- По поводу заметки о Н. И. Пирогове
  - По поводу заметки о Н. И. Пирогове // Русская Речь. — 1861. — № 54, 6 июля. — С. 29-31.
- Промова М. П. Драгоманова на прощальному бенкеті з нагоди проводів у відставку попечителя Київського навчального округу М. І. Пирогова
  - Промова М. П. Драгоманова на прощальному бенкеті з нагоди проводів у відставку попечителя Київського навчального округу М. І. Пирогова // Прощание Киевского учебного округа с Н. И. Пироговым. — 1861. — С. XIV-XVI.
  - Промова М. П. Драгоманова на прощальному бенкеті на честь М. І. Пирогова // Русский вестник. — Санкт-Петербург, 1861. — № 19-20.
  - [З промови М. Драгоманова на прощальному вечорі на честь М. Пирогова] // Сочинения Н. И. Пирогова. — 1887. — Т. 2. — С. 543-545.
  - З промови М. Драгоманова // З іменем Святого Володимира : Київський університет у документах, матеріалах та спогадах сучасників. Кн. 2. — 1994. — С. 93-94.
  - Промова М. П. Драгоманова на прощальному бенкеті з нагоди проводів у відставку попечителя Київського навчального округу М. І. Пирогова // Хроніка-2000. — Фонд сприяння розвитку мистецтв, 2009. — Вип. 79. — С. 211-212.
- Голос із України
  - Голос із України : (стаття з газети “Народні листи” 6.12.1863) // Молодь України. — 1996. — № 22 серп. (№ 94). — С. 2.
  - Голос із України // Альманах Українського народного союзу [на] 2001 [рік]. — Парсиппані ; Нью-Йорк, 2000. — С. 89-93.
- Император Тиберий
  - Император Тиберий: рассуждение pro venia legendi М. Драгоманова // Университетские известия. — Київ, 1864. — № 1, январь. — С. 1-57.
  - Император Тиберий: рассуждение pro venia legendi М. Драгоманова // Университетские известия. — Київ, 1864. — № 2, февраль. — С. 1-58.
  - Император Тиберий: рассуждение М. Драгоманова. — Київ : Университетская типография, 1864. — [4], 112 с.
  - Император Тиберий : рассуждение pro venia legendi // Хроніка-2000. — Фонд сприяння розвитку мистецтв, 2009. — Вип. 79. — С. 6-109.
- По поводу заметки о моей диссертации
  - По поводу заметки о моей диссертации : (личное дело и общий вопрос) // Киевский телеграф. — 1864. — № 25, 6 марта. — С. 95-96.
- О состоянии женщины в первый век Римской империи
  - О состоянии женщины в первый век Римской империи : пробная лекция, читанная в Университете Св. Владимира для получения звания приват-доцента М.Драгомановым. — Київ : Университетская типография, 1864. — 33 с.
  - О состоянии женщины в первый век Римской империи: пробная лекция, читанная в Университете Св. Владимира для получения звания приватдоцента М. Драгомановым // Университетские известия. — Київ, 1864. — № 5 (май). — С. 1-33.
  - О состоянии женщины в первый век Римской империи: пробная лекция, читанная в Университете Св. Владимира для получения звания приватдоцента М. Драгомановым // Хроніка-2000. — Фонд сприяння розвитку мистецтв, 2009. — Вип. 79. — С. 110-141.
- О необходимости педагогических собраний
  - О необходимости педагогических собраний // Киевлянин. — 1864. — № 70, 10 дек.. — С. 281-282.
  - О необходимости педагогических собраний // Хроніка-2000. — Фонд сприяння розвитку мистецтв, 2009. — Вип. 79. — С. 213-218.
- Государственные реформы Диоклециана и Константина Великого
  - Государственные реформы Диоклециана и Константина Великого // Университетские известия. — Київ, 1865. — № 2, февраль. — С. 1-21.
  - Государственные реформы Диоклециана и Константина Великого: вторая пробная лекция, читанная в Университете Св. Владимира кандидатом М. Драгомановым, для получения звания приват-доцента. — 1865. — 21 с.
  - Государственные реформы Диоклециана и Константина Великого // Хроніка-2000. — Фонд сприяння розвитку мистецтв, 2009. — Вип. 79. — С. 142-161.
- Народные школы на Юго-Западном крае
  - Народные школы на Юго-Западном крае // СПб. ведомости. — 1865. — № 149, 15 июня. — С. 1-2.
  - [Народные школы на Юго-Западном крае] // Хроніка-2000. — Фонд сприяння розвитку мистецтв, 2009. — Вип. 79. — С. 255-259.
- Наши университетские дела
  - Наши университетские дела // СПб. ведомости. — 1865. — № 149, 15 (27) июня. — С. 1-2.
- Педагогическая хроника Киевского округа
  - Педагогическая хроника южно-русских учебных округов // Киевлянин. — 1865. — № 9, 21 янв. — С. 33-34.
  - Педагогическая хроника южно-русских учебных округов // Киевлянин. — 1865. — № 10, 23 янв. — С. 37-39.
  - Педагогическая хроника Киевского округа // Киевлянин. — 1865. — № 13, 30 янв. — С. 49-50.
  - Педагогическая хроника Киевского округа // Киевлянин. — 1865. — № 90, 3 авг. — С. 355-356.
  - Педагогическая хроника Киевского округа // Киевлянин. — 1865. — № 93, 10 авг. — С. 367-368.
  - Педагогическая хроника Киевского округа // Киевлянин. — 1865. — № 94, 12 авг. — С. 371-372.
- Программа по истории Древнего Востока
  - Программа по истории Древнего Востока, представленная Историкофилологическому факультету приват-доцентом М. Драгомановым // Университетские известия. — 1865. — № 10, октябрь. — С. 1-6.
- Драгоманов М. П. Логографы // Университетские известия. — К., 1867.
- Драгоманов М. П. Очерк историографии в Древней Греции // Университетские известия. — К., 1868. — № 1.
- Драгоманов М. П. Вопрос об историческом значении Римской империи и Тацит [Архівовано 10 жовтня 2016 у Wayback Machine.] / М. П. Драгоманов. — К.: Университетская типография, 1869. — Ч. I. — VIII, 417 с.

### 1870-ті
- Диспут приват-доцента Драгоманова в заседании историко-филологического факультета университета Св. Владимира / декан Селин, проф. Модестов, Бильбасов, Яроцкий, Гогоцкий // Журнал Министерства народного просвещения. — СПб.,1870. — Ч. CXLVIII. — № 3 (март). — Отд. 4. — С. 3-20.
- Малороссия в ее словесности
  - Драгоманов М. П. Малороссия в ее словесности // Вестник Европы. — 1870. — Кн. 6.
  - Драгоманов М. П. Малороссия в ее словесности // Мазуркевич А. Р., Прыжов И. Г. Из истории русско-украинских литературных связей. — К.: Держлітвидав, 1958.
- Драгоманов М. П. Положение и задачи науки древней истории // Журнал Министерства Народного Просвещения. — 1873. — Ч. CLXXV. — Отд. 2. — С. 154—181.
- Література российска, великоруска, украінска и галицька [Література російська, великоруська, українська і галицька] / Украінець [псевд.] [Архівовано 11 жовтня 2016 у Wayback Machine.]. — У Львові [Львів]: З друк. Т-ва им. Шевченка, під зарядом Ф. Сарніцкого. — [Розд. 3-4]. — 1874. — 75 с. — Передрук з: Правда, р. 7.
- Драгоманов М. М. А. Максимович. Его литературное и общественное значение // Вестник Европы. — 1874. — № 3. — С. 442—453.
- Драгоманов М. П. Палатинский холм в Риме по раскопкам (1847—1872) (Посв. К. О. Полевичу) // Журнал Министерства Народного Просвещения. — 1874. — Ч. CLXVIX. — Отд. 2. — № 8. — С. 221—259.
- Исторические песни Малорусского народа с объяснениями Бл. Антоновича и М. Драгоманова. — Том первый. — К.: Типогр. М. П. Фрица, 1874. — XXIV, 336 с.
- Исторические песни малорусского народа с объяснениями Вл. Антоновича и М. Драгоманова. — Том второй. Выпуск 1. Песни о борьбе с Поляками при Богдане Хмельницком. — К.: Типогр. М. П. Фрица, 1875. — XI, 166 с.
- Галицько-руське письменство Михайла Драгоманова [Архівовано 10 жовтня 2016 у Wayback Machine.] / Михайло Драгоманов. — Львів: З друк. Т-ва им. Шевченка, 1876. — 38 с.
- Про українських козаків, татар та турків
  - Про українських козаків, татар та турків. Зложив … К.: В тискарні В. И. Давиденко, Року Божого 1876. — 69 с.
  - Про українських козаків, татар та турків [Архівовано 20 січня 2022 у Wayback Machine.] / зложив М. Драгоманов ; з додатком про життя Драгоманова. — У Києві, 1906. — 64 с. — Товариство «Просвіта» у Київі, № 1.
  - Про українських козаків, татар та турків [Архівовано 20 січня 2022 у Wayback Machine.] / М. Драгоманов. — Видання третє. — К: Криниця: Друкарня В. П. Бондаренка та П. Ф. Гніздовського, 1913. — 52 с. — Видавниче товариство «Криниця» у Київі ; № 10.
  - Про українських козаків, татар та турків. [Архівовано 6 жовтня 2016 у Wayback Machine.] — Нью-Йорк: Накладом Української Книгарнї. — 1918.
  - Про українських козаків, Татар та Турків [Архівовано 20 січня 2022 у Wayback Machine.] / Михайло Драгоманов. — Чернівці: Видання тов. «Руської Бесіди» в Чернівцях, 1924. — 64 с.
  - Драгоманов М. П. Про українських козаків, татар та турків. З додатком про життя Михайла Драгоманова. — К.: Дніпро, 1991. — 43 с.
- Малорусские народные предания и рассказы. Свод Михаила Драгоманова. Издание Юго-Западного Отдела Имп. Русского Географического общества. — К.: Типогр. М. П. Фрица, 1876. — XXV, 436 с. — (из ІІІ т. «Записок»).
- По вопросу о малорусской литературе. — Вена: В болгарской типографии Іанко С. Ковачева, 1876. — XIV, 66 с.
- Турки внутренние и внешние. Письмо к издателю «Нового времени» / М. П. Драгоманов. — Genève ; Bale;Lyon: H. Georg, Libraire-Editeur, Imprimerie Russe, Eaux-Vives, chemin Montchoisy, 26, 1876. — 30 c.
- Народні школи на Украйіні серед житьтьа і письменства в Россійі М. Драгоманова [Народні школи на Україні серед життя і письменства в Росії М. Драгоманова]. — Geneve ; Bale ; Lyon: Вид."Громада" ; H. Georg, 1877. — 152 с. — (Les Ecoles Populaires en Ukraine par M. Dragomanow).
- Внутреннее рабство и война за освобождение. — Geneve -Bale — Lyon: H. Georg, Libraire -editeur, Imprimerie Russe du Rabotnik, 1877. — 34 c.
- Переднє слово до Громади
  - Громада: Українська збірка. № 1. Переднье слово [Архівовано 11 жовтня 2016 у Wayback Machine.] / впоряд. М. Драгомановим. — Женева: Печатньа «Громади», 1878. — 101 с.
  - Нарис української соціалістичної програми (Переднє слово до Громади). [Архівовано 10 жовтня 2016 у Wayback Machine.] — 1918.
- До чего довоевались? [Архівовано 9 жовтня 2016 у Wayback Machine.] — Женева: Georg, Libraire-éditeur, 1878.
- Громада: Українська збірка. Впорядкована Михайлом Драгомановим. — № 4. [Архівовано 11 жовтня 2016 у Wayback Machine.] — Женева: печатня «Работника» й «Громади», 1879. — 382 с.

### 1880-ті
- А l'Opinion publique des Peuples civilisés! [Архівовано 6 жовтня 2016 у Wayback Machine.] — Geneve: Imprim. Pfeffer, 1880. — 4 p.
- Было бы болото, а черти будутъ! [Архівовано 9 жовтня 2016 у Wayback Machine.] // Изъ «Общаго Дела», № 35. Женева, 15 мая, 1880.
- Терроризмъ и свобода, муравьи и корова. Ответъ на ответъ «Голоса». [Архівовано 9 жовтня 2016 у Wayback Machine.] — Женева: Imprimerie du «Rabotnik» et de la «Hromada». 3 іюня 1880.
- Громада: Українська часопись [Архівовано 20 січня 2022 у Wayback Machine.] / впоряд. М. Драгомановим, М. Павликом, С. Подолінським. — Женева, 1881. — Рік 5, число 1. — 136 с.
- Громада: Українська часопись [Архівовано 20 січня 2022 у Wayback Machine.] / впоряд. М. Драгомановим, М. Павликом, С. Подолінським. — Женева, 1881. — Рік 5, число 2. — 112 с.
- Нові українські пісні про громадські справи (1764—1880)
  - Нові українські пісні про громадські справи (1764—1880). — Женева: Печатня «Работника» и «Громады», 1881. — 132 с.
  - Нові українські пісні про громадські справи: (1764—1880) [Архівовано 6 жовтня 2016 у Wayback Machine.] / М. Драгоманов. — Вид. 2-е. — К. : Криниця, 1918 (: Друк. акц. т-ва «П. Барський»). — 154 с.
- Le Tyrannicide en Russie et l'action de l'Europe Occidentale. [Архівовано 9 жовтня 2016 у Wayback Machine.] — Geneve: Imprim. du «Rabotnik» et «Hromada», 1881. — 16 p.
- Историческая Польша и великорусская демократия
  - Историческая Польша и великорусская демократия // Вольное слово. — 1881. — № 3. — С, 2-4; № 4. — С. 2-6; № 5. — С. 1-4; № б.- С. 3-5; № 7. — С. З-б; № 8. — С. 2-4; № 9. — С. 3-5; № 11. — С. 2-3; № 12. — С. 3-7; № 13. — С. 2-5; № 14, — С. 2-6; № 15. — С. 3-8; № 16. — С. 2-6; № 17. — С. 3-7; № 18. — С. 3-5; № 19. — С. 3-9; № 20. — С. 4-8.
  - Историческая Польша и великорусская демократия [Архівовано 20 січня 2022 у Wayback Machine.] / М. Драгоманов. — Київ, 1917. — 146 с.
- Громада. Українська збірка / Упорядкована М. Драгомановим. — № 5. [Архівовано 9 жовтня 2016 у Wayback Machine.] — Женева, 1882. — 272 с.
- Діонізій ІІІ Санкт-Петербургскій и Платонъ ІІ Московскій. Сравнительно-историческая игра природы [Архівовано 6 жовтня 2016 у Wayback Machine.] // Отдельный оттискъ изъ «Вольнаго Слова», № 27. — Женева, Типографія «Вольнаго Слова», 1882.
- «Народная воля». О централизаціи революціонной борьбы въ Россіи [Архівовано 9 жовтня 2016 у Wayback Machine.] // Отдельн. оттискъ изъ «Вольнаго Слова», № 37 и 38. — 1882.
- Політичні пісні українського народу XVIII—XIX ст. Частина 1. Розділ 1, 1883.
- Восемьнадцать лет войны чиновничества с земством [Архівовано 9 жовтня 2016 у Wayback Machine.] / З. С. — Geneve: H. Georg, 1883. — 103 с.; 17.
- Вольный Союз — Вільна Спілка. Опыт украинской политико-социальной программы
  - Вольный союз —— Вільна спілка. Опыт украинской политико-социальной программы: свод и объяснения [Архівовано 10 жовтня 2016 у Wayback Machine.] / М. П. Драгоманов. — Женева: Типография «Громады», 1884. — 109 c.
  - Вільна спілка: Переклад — українською мовою Тараса Андрусяка в «Шлях до Свободи» (1998).
- Політичні пісні українського народу XVIII—XIX ст. / З увагами М. Драгоманова. — Ч. 1. — Розділ 2. [Архівовано 9 жовтня 2016 у Wayback Machine.] — Женева, 1885. — 227 с.
- Письмо Н. И. Костомарова к издателю «Колокола» [Архівовано 9 жовтня 2016 у Wayback Machine.] / С предисл. М. Драгоманова. — Женева: Громада, 1885. — X, 14 с.; 19.
- Педагогическое значение малорусского языка [Архівовано 20 січня 2022 у Wayback Machine.] / [М. П. Драгоманов] // Санкт-Петербургские ведомости. — 1886. — № 93 — С. 1-2.
- Либерализмъ и земство въ Россіи. Отдельный оттискъ изъ 1-го №-ра «Свободной Россіи». — Genève: H. Georg, Libraire-éditeur, 21 января 1889.

### 1890-ті

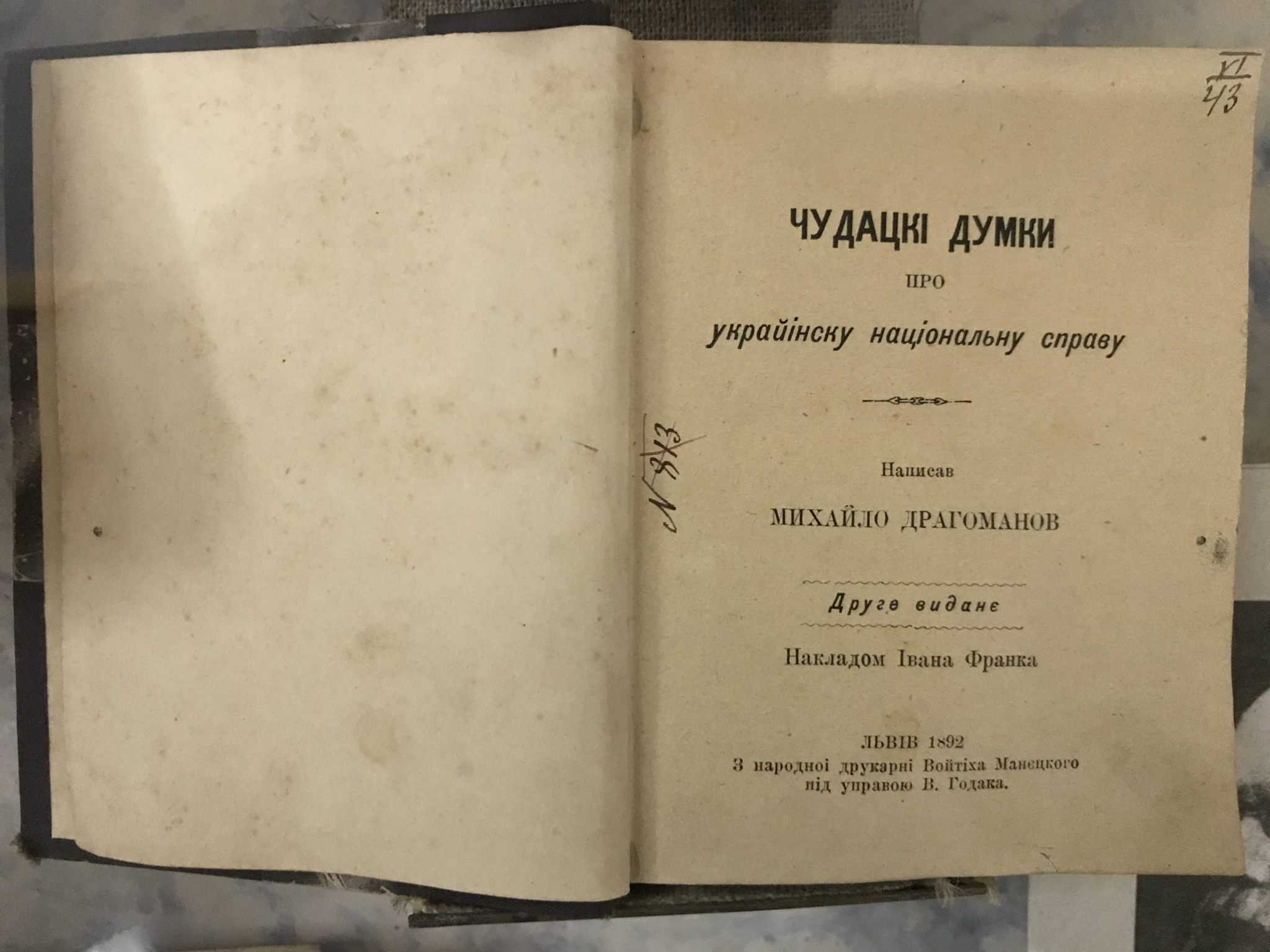
Михайло Драгоманов, «Чудацькі думки про украінську національну справу», Львів — 1892. Чернігівський літературно-меморіальний музей-заповідник М. М. Коцюбинського

- Драгоманов М. П. Славянскитъ сказания за рождението на Константина Великий // Отдълен отпечатък из кн. II отъ Сборникъ за народни умотворения, наука и книжнина, издаванъ отъ Министерството на Народното Просвъщение. — София: Державна Печатница, 1890. — С. 1-53, 1-41.
- Чудацькі думки про українську національну справу
  - Чудацькі думки про українську національну справу, 1891.
  - Чудацькі думки про українську національну справу [Архівовано 5 березня 2016 у Wayback Machine.] / Михайло Драгоманов. — 3-тє вид. — Київ : [Криниця] ; Друкарня А.І. Гросмана, 1913. — 159 с.
  - Чудацькі думки про українську національну справу [Архівовано 20 січня 2022 у Wayback Machine.] / написав Михайло Драгоманів ; Партія Укр. Соціялїстів-Революціонерів. [Б.м.]: Наклад і друк партійної друкарні, 1915. — 124 с.
- Drahomanov M.P. Les origines boudhistes du Dit de l'Empereur Coustant // I Congres international des folkloristes. — London, 1891.
- Віра й громадські справи
  - Віра а громадскі справи [Архівовано 20 січня 2022 у Wayback Machine.] / М. П. Драгоманов. — Коломия: накладом редакціі «Хлібороба» з друкарні М. Білоуса, 1892. — 14 с.- (Б-ка «Хлібороба»; ч.3).
  - Віра й громадські справи [Архівовано 11 жовтня 2016 у Wayback Machine.] / М. Драгоманів. — [Київ] : [Видавн. Т-во«Криниця» ; Військ. Друк.«Герольд»], 1917. — 13 с. — (Видавниче товариство«Криниця» ; № 29).
- Кавелин К. Д. и Тургенев И. С. Письма к А. И. Герцену. С объяснительными примечаниями М.Драгоманова. — Женева, 1892. — ХІІ, 227 с.
- Шістьсот років Швейцарської спілки (1291—1891)
  - Шістьсот років Швейцарської спілки (1291—1891) — Львів: Вид. ред. «Народа», 1892. — 33 с.
  - Швейцарська республіка [Архівовано 20 січня 2022 у Wayback Machine.] / написав Михайло Драгоманов. — Друге вид. — Львів: накладом Редакції «Громадського Голосу»: з друкарні Нар. Ст. Манєцкого і Спілки (Готель Жоржа), 1899. — 32 с. — (Хлопська бібліотека. 1899, нр. 1 і 2, за січень і лютий)
  - Швейцарська спілка [Архівовано 13 жовтня 2016 у Wayback Machine.] / Мих. Драгоманов. — Вид. 4-те. — Київ: Ранок, 1907. — 16 с. — (Видавництво «Ранок» ; № 6).
  - Швейцарська спілка [Архівовано 13 жовтня 2016 у Wayback Machine.] / Мих. Драгоманів. — [Київ]: Видавн. Т-во «Криниця», 1917. — 30 с. — (Видавниче товариство"Криниця" ; № 41).
- Листи на Наддніпрянську Україну
  - Листи на Наддніпрянску Украіну. [Архівовано 9 жовтня 2016 у Wayback Machine.] — Коломия: Виданє редакціі «Народа», 3 друкарні Михайла Білоуса, 1894. — 199 с.
  - Листи на Наддніпрянську Україну Михайла Драгоманова [Архівовано 20 січня 2022 у Wayback Machine.] / Михайло Драгоманов ; Партія Укр. Соціялістів-Революціонерів. — 2-ге вид.[Б.м.] — Наклад і друк парт. друкарні, 1915. — 114 с.
- Konstantin Kawelins und Iwan Turgenjews Sozial-politische Briefwechsel mit Alexander Iw. Herzen. Mit Beilagen und Erlauterungen herausgegeben von Prof. Michel Dragomanow. Autorisierte Uebersetzung aus dem Russischen von Dr. Boris Minzes, Prof. a.d. Hochschule zu Sofia. — Stuttgart: Verlag der I. G. Cotta'scher Buchhandlung Nachfolger, 1894.
- Correspondance de Michel Bakounine: lettres à Herzen et à Ogareff (1860—1874) (1896)
- Письма М. А. Бакунина к А. И. Герцену и Н. П. Огареву / С прил. его памфлетов, биогр. введ. и объясн. примеч. М. П. Драгоманова. [Архівовано 9 жовтня 2016 у Wayback Machine.] — Женева: Georg et C°, 1896. — VIII, CVIII, 562 с.
- Розвідки Михайла Драгоманова про українську народну словесність і письменство. [Архівовано 6 жовтня 2016 у Wayback Machine.] — У Львові : Накладом Наук. т-ва ім. Шевченка, 1899- (: З друк. Наук. т-ва ім. Шевченка). —(Збірник філологічної секції Наукового товариства імені Шевченка; …). Т. 1 : — 1899. — 260, [4] с.. —(…; т. 2).

### 1900-ті
- Розвідки Михайла Драгоманова про українську народну словесність і письменство. [Архівовано 6 жовтня 2016 у Wayback Machine.] — У Львові : Накладом Наук. т-ва ім. Шевченка, 1899- (: З друк. Наук. т-ва ім. Шевченка). —(Збірник філологічної секції Наукового товариства імені Шевченка; …). Т. 2 : — 1900. — 238, [4] с., [4] арк. іл.. —(…; т. 3).
- Микола Іванович Костомарів: життєписний очерк [Архівовано 6 жовтня 2016 у Wayback Machine.] / М. Драгоманов. — У Львові: З друк. наук. т-ва ім. Шевченка, 1901. — 41 с. — (Літературно-наукова бібліотека ; ч. 9).
- Два учителі: спомини [Архівовано 6 жовтня 2016 у Wayback Machine.] / Михайло Драгоманов. — У Львові: З друк. наук. т-ва ім. Шевченка, 1902. — 78 с. — (Літературно-наукова бібліотека ; ч. 27).
- Літературно-суспільні партії в Галичині (до року 1880) [Архівовано 6 жовтня 2016 у Wayback Machine.] / М. Драгоманов ; з рос. пер. М. П. — У Львові: З друк. наук. т-ва ім. Шевченка, 1904. — 63 с.
- Собрание политических сочинений М. П. Драгоманова. Печатается по инициативе и на средства украинцев-демократов. — Paris: Изд. ред. «Освобождения»; societe nouvelle de libraire et d'edition, 1905. — VIII, 376 с.
- Рай і поступ [Архівовано 15 травня 2022 у Wayback Machine.] / Михайло Драгоманов ; [передм. О.К. Коваленка]. — Вид. 3-тє. — [Київ] : Ранок ; [Друк. П. Барського], 1906. — 73 с. — (Видавництво «Ранок» ; № 1).
- Розвідки Михайла Драгоманова про українську народну словесність і письменство. [Архівовано 6 жовтня 2016 у Wayback Machine.] — У Львові: Накладом Наук. т-ва ім. Шевченка, 1899- (: З друк. Наук. т-ва ім. Шевченка). — (Збірник філологічної секції Наукового товариства імені Шевченка; …). Т. 3 : / зладив М. Павлик. — 1906. — VI, 362 с.. —(…; т. 7).
- Шевченко, українофіли й соціалізм. Друге вид. З передмовою І. Франка. — Львів: Наклад Укр.-руської видавничої спілки, 1906. — XI, 157 с.
- Драгоманов М. П. Автобиография. [С предисловием «От редакции»] // Былое. — 1906. — № 6. — С. 182—213.
- Драгоманов М. П. А. И. Герцен и его отношение к польскому вопросу // Киевская старина. — 1906. — № 1. — С. 1-35.
- Великорусский интернационал и польско-украинский вопрос. [Архівовано 6 жовтня 2016 у Wayback Machine.] — Казань: Типогр. окружного штаба, 1906. — 135 с.
- Воспоминания о знакомстве с И. С. Тургеневым [Архівовано 10 жовтня 2016 у Wayback Machine.] / М. П. Драгоманов. — Казань: Центр. тип., 1906. — 20 с.; 21.
- Драгоманов М. П. Герцен, Бакунин, Чернышевский и польский вопрос. [Архівовано 9 жовтня 2016 у Wayback Machine.] — Казань, 1906. — 68 с.
- Собрание политических сочинений М. П. Драгоманова = M. Dragomanoff. Oeuvres politiques. Т. 2. [Архівовано 3 січня 2019 у Wayback Machine.] — 1906. — 874 с.
- Розвідки Михайла Драгоманова про українську народну словесність і письменство. [Архівовано 6 жовтня 2016 у Wayback Machine.] — У Львові : Накладом Наук. т-ва ім. Шевченка, 1899- (: З друк. Наук. т-ва ім. Шевченка). —(Збірник філологічної секції Наукового товариства імені Шевченка; …). Т. 4 : / зладив М. Павлик. — 1907. — 399, [4] с.. —(…; т. 10).
- Старі хартії вільности: історичні нариси [Архівовано 20 січня 2022 у Wayback Machine.] / Мих. Драгоманов. — Вид. 2-ге. — Київ: Друкарня Барського, Хрещатик 40: Ранок, 1907. — 84 с. — Видавництво «Ранок», № 11.
- Великорусский интернационал и польско-украинский вопрос, 1907
- Политическіе сочиненія. Т. 1. Центр и окраины [Архівовано 20 січня 2022 у Wayback Machine.] / М. П. Драгоманов ; под ред. И. М. Гревса, Б. А. Кистяковского. — Москва: Типографія Т-ва И. Д. Сытина, Пятницкая ул., свой дом, 1908. — 486 с.
- Пропащий час: Українці під московським царством (1654—1876) З передмовою Михайла Павлика [Архівовано 20 січня 2022 у Wayback Machine.] / М. П. Драгоманов. — Львів: з друкарні Івана Айхельбергера і Сп. Львів. Ринок ч. 10. Дім «Просвіти», 1909. — 38 с.

### 1910-ті
- Оповідання про заздрих богів. — К., 1915. — 38 с.
- Рай і поступ [Архівовано 10 жовтня 2016 у Wayback Machine.] / написав Михайло Драгоманів ; [передм. М.І. Павлика]. — [Відень] : Наклад и друк партійної друкарні, 1915. — [2], 72, [3] с. — тературна продукція на еміграції у Віднї / Чепига І.
- Автобіографія (1841—1889). [Архівовано 10 жовтня 2016 у Wayback Machine.] — К.: Криниця, 1917. — 59 с.
- Листи на Наддніпрянську Україну [Архівовано 23 жовтня 2017 у Wayback Machine.] / М. Драгоманів. — [Київ] : [Видавн. Т-во«Криниця» ; Друк. М. Заїздного], 1917. — 123, [4] с.
- Про волю віри. [Архівовано 9 жовтня 2016 у Wayback Machine.] — Нью-Йорк: Наклад Мирослава Січинського. — 1918.

### 1930-ті
- Вибрані твори. Збірка політичних творів з примітками. Під загальною редакцією П.Богацького. — Т.1. [Архівовано 11 жовтня 2016 у Wayback Machine.] — Прага — Нью-Йорк: накладом українських поступових товариств в Америці, український соціологічний інститут в Празі, 1937.

### 1960-ті
- Notes on the Slavic Religio-Ethical Legends: The Dualistic Creation of the World / Translation by Earl W.Count // Indiana University Publications. Russian and East European Series, vol. 23. — Bloomington, 1961.

### 1970-ті
- Драгоманов М. Австро-руські спомини (1867—1877). — Т. 2. [Архівовано 9 жовтня 2016 у Wayback Machine.] — К.: Наук. думка, 1970. — С. 151—288.
- Драгоманов М. П. Літературно-публіцистичні праці: У 2-х т. / Упоряд. І. С. Романченко; Гол. ред. О. Є. Засенко. — К.: Наукова думка, 1970.
- Приложение к протоколу Совета 3 мая: мнения доц. Фортинского и Драгоманова о сочинениях магистра Лучицкого // Университетские известия. — К., 1874. — № 7. — С. 49-56.
- Ленорман Ф. Руководство к древней истории Востока до персидских войн / пер. с фр. И.Каманина; под ред. М.Драгоманова. — К., 1876—1878.

### 1990-ті
- Драгоманов М. П. Вибране: «…мій задум зложити очерк історії цивілізації на Україні» [Архівовано 9 жовтня 2016 у Wayback Machine.] / Упоряд. та авт. іст.-біографічного нарису Р. С. Міщук; Прим. Р. С. Міщука, В. С. Шандри. — К.: Либідь, 1991. — 682 с.
- Драгоманов М. Малоруський інтернаціоналізм // Київ. — 1991. — № 8. — С. 111—115.
- Драгоманов М. Про волю віри // Слово і час. — 1991. — № 9. — С. 3-12.
- Драгоманів М. Пропащий час: Українці під московським царством (1654—1876) / Вступ, упоряд., прим. В.Довгича // Пам'ятки України. — 1991. — № 1. — С. 2-7, 63.
- Драгоманов М. Пропащий час: Українці під Московським царством, 1654—1876 / Прим. Л. Г. Іванової // Український історичний журнал. — 1991. — № 9. — С. 131—143.
- Драгоманов М. Русько-українські селяни під угорськими лібералами // Всесвіт. — 1991. — № 12. — С. 187—190.
- Драгоманов М. П. Пропащий час: Українці під Московським царством (1654—1876) / Редкол.: С. З. Заремба (гол. ред.) та ін.; Вступ. ст. С.Заремби. — К.: Центр пам'яткознавства АН України; Українське т-во охорони пам'яток історії та культури, 1992. — 46 с.
- Грінченко Б. Д., Драгоманов М. П. Діалоги про українську національну справу [Архівовано 7 серпня 2020 у Wayback Machine.] / НАН України, Ін-т української археографії; Упоряд. А.Жуковський. — К.: Б. в., 1994. — 286 с.
- Драгоманов М. Про «Історію Русів» // Наука і суспільство. — 1995. — № 11-12. — С. 26-29.

### 2000-ні
- Драгоманов М. Нарис української соціалістичної програми // Хроніка-2000. — 2000. — Вип. 39-40. — С. 671—688.
- Драгоманов М. П. Українська література, проскрибована російським урядом [Архівовано 9 жовтня 2016 у Wayback Machine.] / Пер. з фр. Ґ. Цвенґрош; Львівський нац. ун-т ім. Івана Франка, Наук. бібліотека. — Л., 2001. — 93 с.
- Драгоманов М. Пропащий час. Українці під Московським царством (1654—1876) / Вступ П.Мовчан // Віче. — 2002. — № 11. — С. 48-55.
- Драгоманів М. Пропащий час. Українці під Московським царством (1654—1876) [Архівовано 10 травня 2012 у Wayback Machine.] / Передм. М.Павлика // Пам'ять століть. — 2002. — № 5. — С. 3-19.
- Драгоманов М. Вибрані праці. — Т. 1. — Кн. 1: Історія. Педагогіка. Публіцистика [Архівовано 9 жовтня 2016 у Wayback Machine.] / Упорядк. та прим. В. Ф. Погребенник. — К.: Знання України, 2006. — 344 c.

## Листування
- Михайло П. Драгоманов. Переписка / Зібрав і зладив М. Павлик. — Т. 1. [Архівовано 9 жовтня 2016 у Wayback Machine.] — Львів, 1901. — 184 с.
- Костомаров М. Письмо до видавців «Колокола». З передмовою М.Драгоманова. — Л., 1902.
- Переписка М. Драгоманова з Наталією Кобринською (1893—1895) [Архівовано 24 вересня 2015 у Wayback Machine.] / зладив і видав [та авт. передм.] М. Павлик. — Львів: Друкарня Уділова, 1905. — 24 с.
- Переписка Михайла Драгоманова з д-ром Теофілем Окуневським (1883, 1885—1891, 1893—1895) [Архівовано 23 жовтня 2017 у Wayback Machine.] / зладив і видав М. Павлик. — Львів: З «Народової друкарні» Манєцких, 1905. — XXIV, 281, XI с. — Показчик: C. I—XI.
- Листи Данила Танячкевича до Михайла Драгоманова (1876—1877) [Архівовано 20 січня 2022 у Wayback Machine.] / зладив і видав М. Павлик. — Львів: з «Загальної друкарні», Академічна,8, 1906. — 35 с.
- Листи до Ів. Франка і інших: Видав Іван Франко. — Львів: Накладом Укр.-руської видавничої спілки, 1906—1908. — (Укр.-руська вид. спілка, 1 серія).
- Драгоманов М. Листи до Ів. Франка і інших : 1887—1895 / М. Драгоманов ; видав І. Франко. — Львів: Українсько-руська видавнича спілка, 1908. — 432 с.
- Листи Михайла Драгоманова до редакторів російського соціально-революційного видання «Вперед» (1876—1878). З архіва «Впереда» [Архівовано 4 березня 2016 у Wayback Machine.] / Зладив і вид. М.Павлик. — Л., 1910. — 58 с.
- Переписка Михайла Драгоманова з Мелітоном Бучинським 1871—1877. — 1910.
- Переписка Михайла Драгоманова з Михайлом Павликом (1876—1895) / зладив Михайло Павлик ; видав Лев Когут. — Чернівці: З друкарні т-ва «Руська Рада», під зар. Ів. Захарка. — Т. 3 : (1879—1881) [Архівовано 22 жовтня 2017 у Wayback Machine.]. — 1910. — 519, XI с.
- Переписка Михайла Драгоманова з Михайлом Павликом (1876—1895) / зладив Михайло Павлик ; видав Лев Когут. — Чернівці: З друкарні т-ва «Руська Рада», під зар. Ів. Захарка. — Т. 4 : (1882—1885) [Архівовано 11 жовтня 2016 у Wayback Machine.]. — 1910. — 440, VIII с.
- Переписка Михайла Драгоманова з Михайлом Павликом (1876—1895) / зладив Михайло Павлик ; видав Лев Когут. — Чернівці: З друкарні т-ва «Руська Рада», під зар. Ів. Захарка. — Т. 6 : (1890—1891) [Архівовано 11 жовтня 2016 у Wayback Machine.]. — 1910. — 288, VIII с.
- Переписка Михайла Драгоманова з Михайлом Павликом (1876—1895) / зладив Михайло Павлик ; видав Лев Когут. — Чернівці: З друкарні т-ва «Руська Рада», під зар. Ів. Захарка. — Т. 8 : (1876—1895) [Архівовано 13 жовтня 2016 у Wayback Machine.]. — 1911. — 293, VII с.
- Переписка Михайла Драгоманова з Михайлом Павликом (1876—1895) / зладив Михайло Павлик. — Чернівці: З друкарні т-ва «Руська Рада». — Т. 5 : (1886—1889). [Архівовано 11 жовтня 2016 у Wayback Machine.] — 1912. — 414, X с.
- Переписка М. Драгоманова з М. Павликом (1876—1895): В 8 т. / Зладив М. Павлик. — Чернівці, 1910—1912.
- Драгоманов М. Листи до О. М. Пипіна. [1870-1892] / Сообщ. О. Дорошкевич // За сто літ. — К., 1928. — Кн. 3. — С. 66-96.
- Листування І.Франка і М.Драгоманова. — К.: ВУАН, 1928. — 508 с. — (Матеріяли для культурної і громадської історії Західньої України. Вид. коміс. Західньої України Всеукр. АН; Т. 1).
- Драгоманов М. П. О путях развития России. Неопубликованное письмо М. П. Драгоманова к А. С. Суворину (конец 70-х гг.) [С предисл. Н. А. Бухбиндера] // Каторга и ссылка. — 1933. — № 9. — С. 129—132.
- Архів Михайла Драгоманова. — Т. 1: Листування Київської старої громади з М. Драгомановим (1870—1895 рр.) [Архівовано 9 жовтня 2016 у Wayback Machine.] / Праці Українського наукового інституту. — Варшава, 1938. — 446 c. — (Серія праць Комісії дослідження українського руху. — Т. XXXVII)
- Листування Івана Франка та Михайла Драгоманова. [Архівовано 9 жовтня 2016 у Wayback Machine.] — Львівський нац. ун-т ім. І.Франка, Ін-т українознавства ім. І.Крип'якевича НАН України. — Л., 2006. — 564 с.
- З листування М. П. Драгоманова з О. С. Суворіним
- Листи Михайла Драгоманова до Романа Яросевича
- Листи Романа Яросевича до Михайла Драгоманова (1888—1894 роки)